# Anubijas
Anubijas (lat. Anubias), zimzeleni biljni rod iz porodice kozlačevki, smješten ui vlastiti tribus Anubiadeae. dio potporodice Aroideae. Postoji nekoliko priznatih vrsta raširenih po tropskoj Africi.

## Vrste
1. Anubias afzelii Schott
2. Anubias barteri Schott
3. Anubias gigantea A.Chev. ex Hutch.
4. Anubias gilletii De Wild. & T.Durand
5. Anubias gracilis A.Chev. ex Hutch.
6. Anubias hastifolia Engl.
7. Anubias heterophylla Engl.
8. Anubias pynaertii De Wild.

## Sinonimi
- Amauriella Rendle